# Honda CB 500 Four
Die CB 500 Four ist ein sportliches Vierzylinder-Motorradmodell des japanischen Motorradherstellers Honda und kam 1971 weltweit auf den Markt. Nachdem Ende 1968 mit der CB 750 Four erstmals ein Großserien-Motorrad mit Vierzylindermotor auf dem Markt erschienen war, wollte Honda diesen Erfolg zwei Jahre später auch in der Mittelklasse fortsetzen. So entstanden in der Folge etwas kleinere und leichtere Modelle, wie 1972 die CB 350 Four und 1975 als deren Nachfolger die CB 400 Four.

## Technik

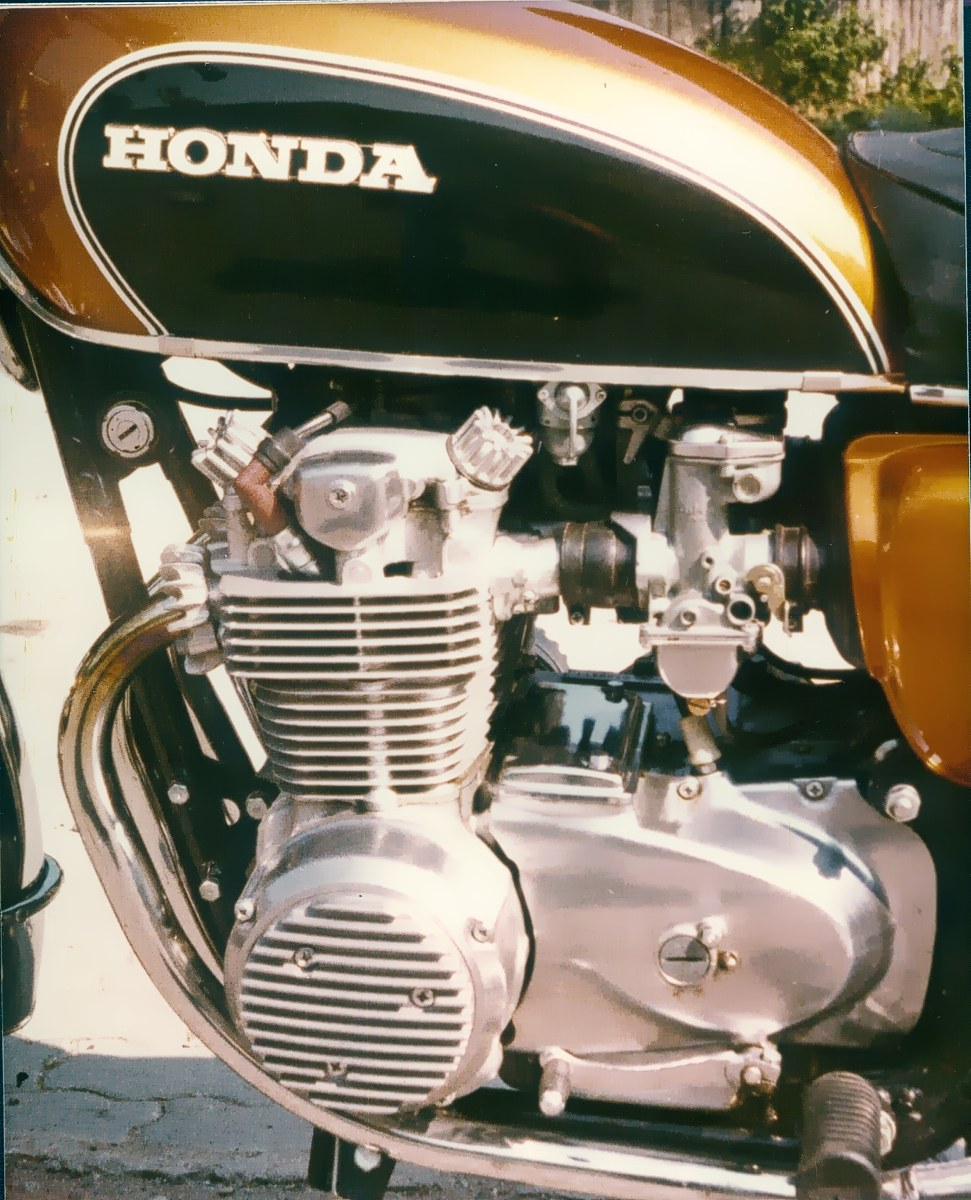
CB-500-Four-Motor mit gerippten Ventil- und Generator-Deckeln des Tuners Scheibel

Die wesentlichen technischen Merkmale der CB 500 Four (product code 323) und CB 350 Four entsprachen der CB 750:
- Vierzylinder-Ottomotor, luftgekühlt, quer eingebaut
- Obenliegende Nockenwelle OHC, zwei Ventile pro Zylinder über Kipphebel betätigt
- Hydraulisch betätigte Scheibenbremse vorn, Trommelbremse hinten
- Doppelschleifen-Rohrrahmen
- Kickstarter und Elektrischer Anlasser
- 5-Gang-Getriebe
- 4-in-4-Auspuffanlage

Im Unterschied zu anderen Honda-Motoren wurde für den Primärtrieb zwischen Motor und Getriebe eine Zahnkette eingesetzt.
Der CB 500-Motor holte aus 498 cm³ – bei einer Bohrung von 56 mm, Hub 50,6 mm und Verdichtung 9:1 – bei 9.000 min−1 eine Leistung von 48 PS (35,3 kW), was bei einem Leergewicht von 202 kg nur minimal schlechtere Fahrleistungen als die der CB 750 Four ermöglichte: Höchstgeschwindigkeit 180 km/h, Beschleunigung 0–100 km/h in 5,5 s. Der flachere Motor und damit tiefere Schwerpunkt, das um 35 kg niedrigere Gewicht und einige konstruktive Verbesserungen ermöglichten dem kleineren Modell ein erstklassiges Fahrverhalten: „Das Motorrad“ (Heft 19/75) urteilte „Das Fahrwerk stellt eine gelungene Synthese zwischen Fahrkomfort, Sportlichkeit, Handlichkeit und Sicherheit dar. Die Fahreigenschaften sind hervorragend.“
„Das Motorrad“ testete die CB 500 Four 1972 auf dem Nürburgring und erzielte auf der Nordschleife mit 11:02 min eine Zeit, die nur 11 Sekunden über der der CB750 Four lag.
Bei Produktionsbeginn im Sommer 1971 kostete die CB 500 in den USA 1.400 $ und in Deutschland 5.595 DM inklusive 11 % Umsatzsteuer. Das war ein sehr selbstbewusster Preis, der die Maschine zum  mit Abstand teuersten Angebot im vergleichbaren Umfeld machte. Die große 750-er kostete nur 900 DM mehr.
Zum Vergleich:
- BMW R 50/5: 4.295 DM
- BSA 500 SS: 4.255 DM
- Ducati 450 M II D: 3.599 DM
- Honda CB 450: 4.248 DM
- Kawasaki H1: 4.700 DM
- Moto Guzzi Falcone: 4.500 DM
- Triumph Tiger Daytona: 4.040 DM

Trotz des hohen Preises setzte sich die CB 500 Four in ihrem Segment durch und wurde die meistverkaufte Maschine der 500-er-Klasse. 70 % aller 1974 verkauften 500-er waren Honda Fours.
Im Frühjahr 1975 wurde die Maschine in Deutschland für 5.998 DM angeboten, was heute ca. 10.900 Euro entspricht.

## Entwicklung
Einige CB 500 erschienen bei der Isle of Man TT Anfang der 1970er Jahre; Bill Smith gewann 1973 das Production-500-Rennen der TT über vier Runden, während eine Suzuki-T 500-Zweitakter den zweiten Platz erreichte.
Auch kommerziell erwies sich die CB 500 Four als Erfolg. Die Kombination aus Leistung, Alltagstauglichkeit und Langlebigkeit erbrachte gute Absätze in Europa und den USA, prägte aber auch langfristig das Image des Unternehmens.
Die CB 500 Four wurde bis 1978 gebaut, dann erschien die CB 550 Four-in-one, die sich durch einen anderen Tank und etwas modernere Linien sowie eine 4-in-1-Auspuffanlage unterschied. Da die Nachfrage nach der klassischen CB 500 Four noch immer groß war, entschloss man sich, die K-Serie mit der CB 550 K ab 1977 wieder anzubieten. Diese beiden Modelle – 550 Four-in-one und K – hatten einen durch größere Bohrung um 10 % erhöhten Hubraum, der sich in besserem Drehmoment im mittleren Drehzahlbereich bemerkbar machte, aber nur 2 PS mehr Spitzenleistung brachte. Weiterhin wurde die Kupplung neu konstruiert, Details am Getriebe verbesserten die Schaltbarkeit und eine anders aufgebaute Teleskopgabel den Fahrkomfort. Ausstattung und Erscheinungsbild blieben dagegen im Wesentlichen unverändert, die modifizierte 4-in-4-Auspuffanlage ähnelte der CB 750 K7.
Außerhalb Deutschlands gab es auch Modelle, die optisch weitgehend der CB 500 F entsprachen, aber mit dem 550er Motor ausgestattet waren.
Auch die CB500 mit dem alten Hubraum wurde später in Form der K3, von 1977 bis 1978, wieder angeboten, jedoch nur in geringen Stückzahlen vertrieben.
Letzte Versionen auf Basis des aufgebohrten Triebwerks der CB 500 Four waren die CB 650 mit 627 cm³ (RC 03, product code 426) von 1978 bis 1979, mit 63 oder 50 PS und die CB 650 SC (RC 05, product code 460) von 1981 bis 1982 mit 63 PS.

## Modifizierte Versionen

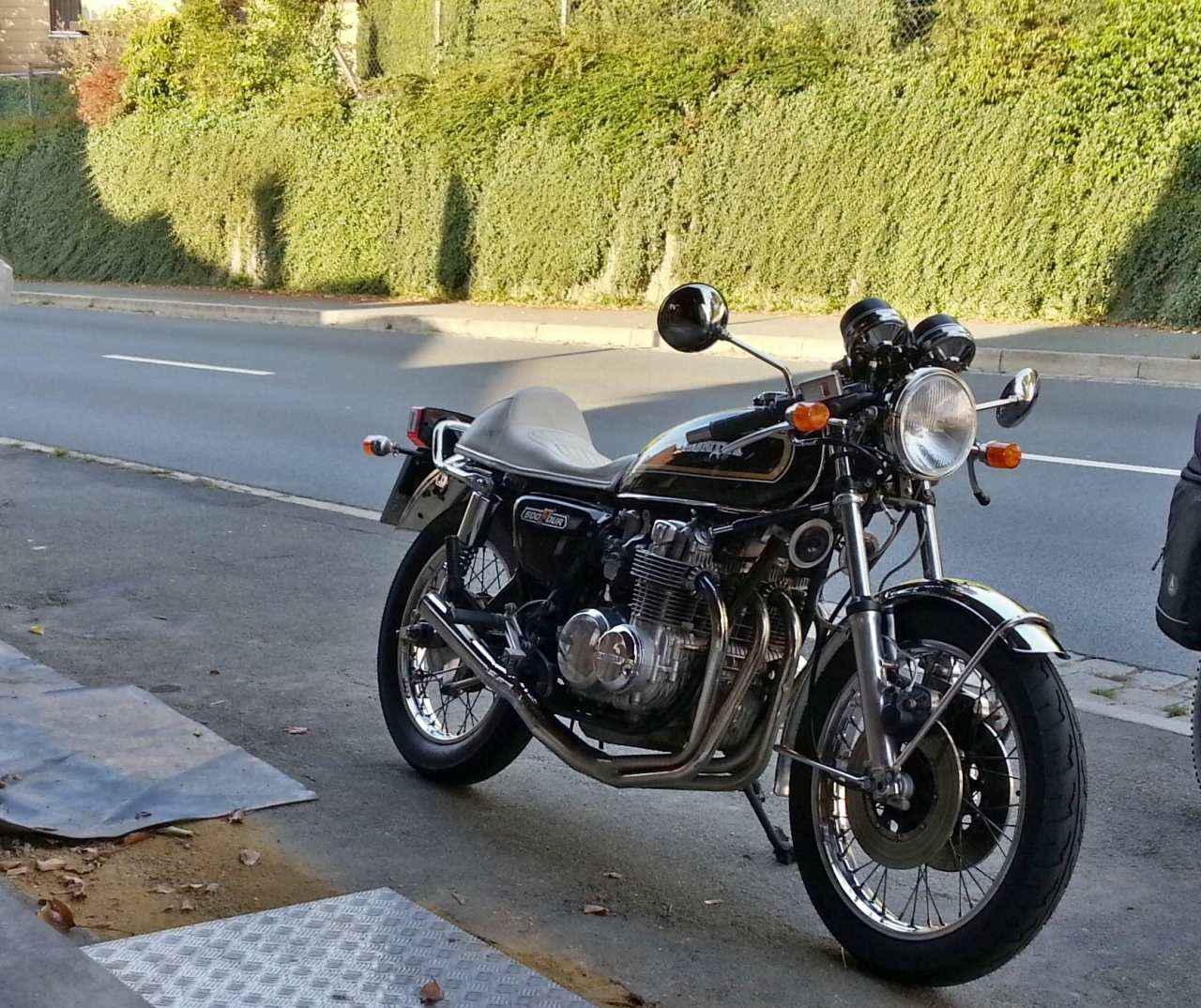
Modifizierte 500 four von 1976

Die 500 four war für viele ihrer Besitzer in den 1970er Jahren ein beliebtes Objekt für Umbauten. Mit dem Ziel, die Fahreigenschaft und Fahrleistungen weiter zu verbessern, wurde häufig eine zweite Bremsscheibe verbaut, die Fußrasten zurückverlegt, ein Stummellenker montiert. Auch Vollverkleidungen wurden angebracht. Die serienmäßige 4-in-4-Auspuffanlage musste bei solchen Umbauten fast immer einer leichteren 4-in-1-Auspuffanlage weichen, mit der sich auch der Klang veränderte. Das Bild rechts zeigt einen für dieses Motorrad typischen Umbau aus den 1970er Jahren.
Die bekanntesten professionellen Tuner waren die Firma Scheibel und Fritz Egli, der um den Motor herum ein verändertes Motorrad baute.